# オサマソン
アマリ・デショーン・ミドルトン（Amari Deshawn Middleton、2003年5月20日 - ）は、オサマソン（OsamaSon）として知られるアメリカ合衆国のラッパー、ソングライター、音楽プロデューサーである。

## 経歴

### 2020年–2023年: キャリアの始まりとブレイク
オサマソンは2020年にPradaUMariという名義で音楽制作を始めた。2021年までには現在の名義で楽曲をリリースし始めており、この時期にキャリア初期のプロジェクト群であるEPの『I'm Da Man』、『Vengeance』、『Carnival』がリリースされた。2023年初頭、コラボレーション・プロジェクトの『Osamavrt』と『2 Slime』に続き、EP『Bad Habits』がリリースされた。4月7日、オサマソンのブレイクシングル「Cts-V」がリリースされ、オンラインで注目を集め始めた。彼の音楽は、BruceDropEmOffといったインターネット・パーソナリティが自身のライブストリーミングでオサマソンの楽曲を再生したことなどにより、さらに人気を博した。

### 2023年–現在: 『Osama Season』、『Flex Musix』、『Jump Out』
2023年6月2日、オサマソンはデビュー・スタジオ・アルバム『Osama Season』からのリードシングル「Troops」をリリースした。この曲は「Cts-V」と同様に、オンラインで大きな成功を収めた。『Osama Season』は7月21日にリリースされ、『ピッチフォーク』や『the Fader』の音楽評論家は、アルバムの中でも特に優れた楽曲として「Werkin」、「Kutta」、「Summer Sixteen」、「Anti」、「X & Sex」を挙げた。10月には、同じくラッパーのKankan、Summrs、Highway、そしてプロデューサーのF1lthyと共にNext Gen Tourに乗り出した。オサマソンは12月8日にセカンド・スタジオ・アルバム『Flex Musix』をリリースした。
2024年2月16日、オサマソンは『Flex Musix』の6曲入りデラックス・エディションである『Flxtra』をリリースした。2月18日、自身初となるヘッドライナーとしてのツアー、Flex Musix Tourを開始した。ツアーは3月16日のRolling Loud Californiaでのパフォーマンスで幕を閉じた。2024年11月5日、オサマソンはカナダ、ロンドン、タイを巡る「The Wish You Were Here Tour」に乗り出した。ツアーは2024年11月22日のRolling Loud Thailandで終了した。
サード・スタジオ・アルバム『Jump Out』は、当初2025年2月14日にリリースされる予定だったが、1月下旬にアルバム全体がTelegramやDiscordにリークされ、その後インターネットの他の場所にも拡散した。このリークにより、リリース計画は中止され、アルバムは再構成され、2025年1月24日にアトランティック・レコーズとモーション・ミュージックを通じて早期リリースされた。『Jump Out』は、2025年2月8日付のビルボード200チャートで151位を記録し、これは、OsamaSonのアルバムが初めて同チャートに登場したものとなった。

## 音楽性

### 音楽スタイル
オサマソンは、チーフ・キーフ、プレイボーイ・カーティ、デストロイ・ロンリー、ケン・カーソン、フューチャー、そしてスピーカー・ノッカーズなど、同時代の多くのアーティストと比較されてきた。彼はその実験的なサウンドで知られており、このサウンドは『ザ・フェイダー』のヴィヴィアン・メディティによって「マキシマリスト・レイジ」と称され、ベースとシンセの多用を特徴とする。彼の音楽スタイルは、『シカゴ・リーダー』のレオール・ガリルによって「目が眩むようで、混乱させ、時には息が詰まるほどにレイヤーが重ねられている」と評された。

## ディスコグラフィ

### スタジオ・アルバム
- Osama Season（2023年）
- Flex Musix（2023年）
- Jump Out（2025年）
- Psykotic（リリース予定）